# Jüdischer Friedhof (Alsdorf)

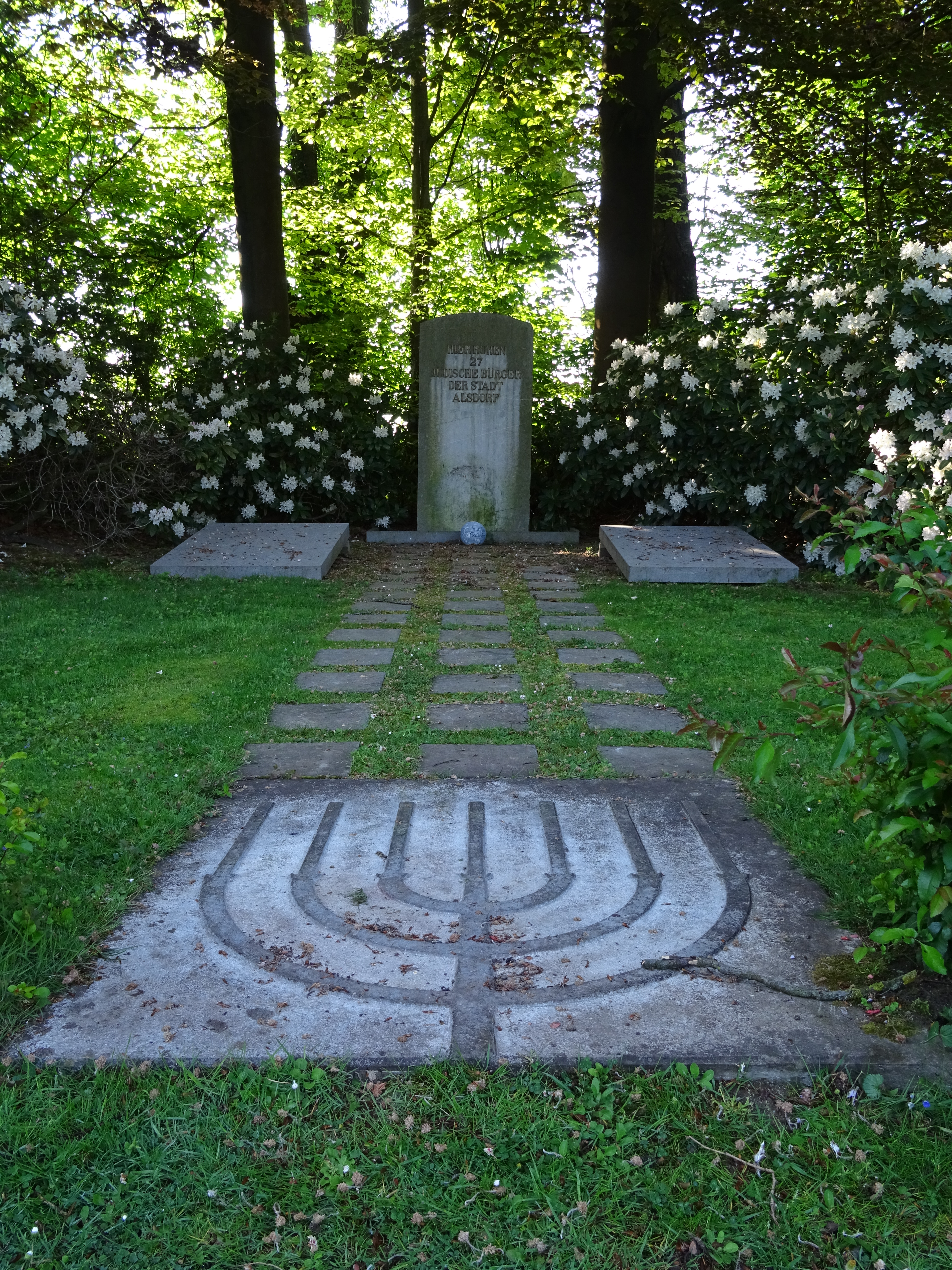
Frontansicht des Friedhofes

Der Jüdische Friedhof Alsdorf lag in Alsdorf in der Städteregion Aachen (Nordrhein-Westfalen) am Übacher Weg.
Der jüdische Friedhof wurde nur von 1909 bis etwa 1938 belegt. Er wurde in der Zeit des Nationalsozialismus zerstört und eingeebnet. Es sind keine Grabsteine (Mazewot) mehr vorhanden. Neben diesem jüdischen Friedhof wurde 1930 ein kommunaler Friedhof eingerichtet. Heute ist der jüdische Teil in den Nordfriedhof integriert.
In den 1950er Jahren wurde von Walter Weil, einem ehemaligen Alsdorfer, ein Gedenkstein aufgestellt, der folgende Inschrift trägt: „Zum Gedenken an 27 jüdische Alsdorfer Bürger, die hier begraben sind“.